# Tiffany Club
Tiffany Club  war ein Veranstaltungsort für Jazzmusik in Los Angeles, der Anfang der 1950er-Jahre bestand.
Der Tiffany Club (Ecke W. 8th Street und Normandie Avenue) wurde von Chuck Landis († 1986) betrieben, dem späteren Besitzer des Rockclubs Roxy auf dem Sunset Strip; der Geschäftsführer war Jack Tucker. Dort traten zu Beginn der 1950er-Jahre namhafte Musiker wie Wardell Gray, Billie Holiday und Oscar Peterson auf. Zu den Gästen des Clubs gehörte u. a. auch Marilyn Monroe.
Im Tiffany Club entstanden auch Mitschnitte (teils für den Rundfunk) der Konzerte von Stan Getz im September 1952 und von Chet Baker im August 1954. Charlie Parker hatte dort im Sommer 1952 ein zweiwöchiges Engagement; in seiner Band spielten Art Blakey, Curly Russell und Kenny Drew senior. Das Engagement Parkers im Tiffany Club war von ständigen Auseinandersetzungen mit dem Clubmanagement überschattet.

## Diskographische Hinweise
- Chet Baker/Stan Getz: West Coast Live (Pacific Jazz Records, 1952/54, ed. 1997)